# Щеголев Василь Матвійович
Щоголів Василь Матвійович (18/31.05.1904, Костянтиноград - 18.04.1987, Київ) — драматург і артист. Учасник німецько-радянської війни. Друкуватись почав у 1928 році.
В 17 років почав працювати в Красноградському народному театрі. Потім — в театрі ім. Зеньковецької та у Дніпропетровському театрі ім. Шевченка.У 1933-41 роках обіймав посади директора та заступника директора низки українських театрів.

Після війни закінчив Київський інститут театрального мистецтва ім. Карпенка-Карого (театральний факультет).
П'єси Щоголева видавалися в збірках, виходили окремими збірками: «Берізка», «Осінні квіти», «За брамою» та інші.

## П'єси
- 1951 — «Берізка» (Дрогобич, Чернівці)
- 1957 — «Єдиний син» (Київ; Львів; Польська Народна Республіка)
- 1957 — «Ми — радянські люди» (Севастополь)
- 1962& — «Не убий» (Вінниця; Одеса; Болгарська Народна Республіка)
- 1964& — «Селезень» (Воронеж, Київ)
- 1961 — комедія «Смерть тихохода» (Нижньо-Волинський театр)
- 1964 — водевіль «Двійник»